# 134 pr. n. št.

## Rojstva
- Mitridat VI. Pontski († 63 pr. n. št.)